# Tatmadaw
Il Tatmadaw (တပ်မတော်, lett. "Forze armate") è il nome ufficiale delle forze armate della Birmania. Sono amministrate dal Ministero della difesa e sono composte dall'esercito, la marina e l'aeronautica. Servizi ausiliari sono la polizia, la guardia di confine e la guardia costiera, nonché le unità di milizia popolare.
Dall'indipendenza, il Tatmadaw ha affrontato significative insurrezioni etniche, soprattutto negli stati di Kachin, Kayin, Kayah e Shan. Il generale Ne Win salì al potere della nazione nel colpo di stato del 1962, nel tentativo di costruire una società autarchica, nota come la via birmana al socialismo. A seguito della violenta repressione delle proteste del 1988, che coinvolsero l'intera nazione, i militari concordano a libere elezioni nel 1990, ma ignorarono la vittoria della Lega Nazionale per la Democrazia (NLD) e imprigionarono il suo capo Aung San Suu Kyi. Gli anni '90 videro anche l'inasprirsi del conflitto tra i buddhisti e i musulmani Rohingya nello Stato Rakhine, con attacchi dell'RSO (Rohingya Solidarity Organisation, lett. "Organizzazione di solidarietà Rohingya") nei confronti del Tatmadaw.
In 2008, il Tatmadaw riscrisse ancora la costituzione della Birmania, installando il partito pro-giunta USDP (Partito dell'Unione della Solidarietà e dello Sviluppo) nelle elezioni del 2010 boicottate dalla maggior parte dei gruppi d'opposizione. Le riforme politiche nel corso dei cinque anni successivi culminarono in una vittoria schiacciante del NLD nelle elezioni del 2015; dopo che l'USDP perse un'altra elezione nel 2020, il Tatmadaw annullò le elezioni e depose il governo civile. Il Tatmadaw è stato largamente accusato dalle organizzazioni internazionali dei diritti umani e dei crimini contro l'umanità; i crimini elencati comprendono pulizia etnica, repressione politica, tortura, aggressione sessuale, crimini di guerra, punizioni extragiudiziarie (tra cui esecuzioni sommarie) e massacri di civili coinvolti in manifestazioni pacifiche.
Secondo la Costituzione della Birmania, il Tatmadaw fa riferimento diretto al Consiglio di difesa e sicurezza nazionale (NDSC, da National Defence and Security Council) presieduto dal Presidente della Birmania. L'NDSC è un consiglio di sicurezza nazionale composto da undici membri responsabile per la sicurezza e la difesa della Birmania, e costituisce la massima autorità del governo della nazione.